# Torrent Bo (Vallès Occidental)
El torrent Bo és un curs fluvial de Castellbisbal, neix a prop de les casetes de ca n'Oliveró. La vall del torrent passa a llevant de la urbanització de Can Santeugini i desemboca al Llobregat entre els turons de les Forques i de la Coromina.